# جوزيف طربيه
جوزيف طربيه هو مصرفي لبناني، رئيس مجلس إدارة بنك الاعتماد اللبناني ورئيس الاتحاد الدولي للمصرفيين العرب.

## السيرة الشخصية
وُلد في بيروت، وهو حاصل على الدكتوراه في القانون من جامعة ليون في فرنسا، ودرس الإدارة وضرائب الأعمال في جامعة كاليفورنيا الجنوبية ، لوس أنجلوس. كان رئيس إدارة ضريبة الدخل في وزارة المالية من 1970 إلى 1988. في عام 1988، أصبح رئيس مجلس إدارة بنك الاعتماد اللبناني. كان رئيس جمعية مصارف لبنان من 2001-2005 و2009-2013 و2015-2019.
في عام 2006، أصبح رئيس الاتحاد الدولي للمصرفيين العرب (WUAB). وهو أيضًا رئيس الرابطة المارونية من 2007 إلى 2013.

## روابط خارجية
- www.josephmtorbey.com